# Beast Quest
Beast Quest ist eine Kinderbuchreihe  aus dem Fantasygenre, die von Working Partners Ltd. produziert wird. Die Bücher werden von mehreren Autoren unter dem gemeinsamen Pseudonym Adam Blade veröffentlicht. Bis Februar 2022 erschienen 65 der 106 Bücher in deutscher Sprache. In Deutschland veröffentlicht der Loewe Verlag seit 2019 die Reihe textlich gekürzt und um Illustrationen erweitert auch unter dem Titel Beast Quest Legend.

## Der fiktive Autor
Der deutsche Verlag bietet auf seiner Internetseite eine fiktive Biografie von Adam Blade. Dieser sei in Kent (England) geboren, sei 28 Jahre alt und habe sich seit seiner Kindheit für Abenteuer interessiert. Tatsächlich werden die Bücher von verschiedenen Autoren als Auftragsarbeiten für Working Partners Ltd. geschrieben, wobei die Firma das Gerüst der Geschichten entwirft und die einzelnen Autoren dann die Geschichten ausformulieren. Die Namen der Autoren werden in den deutschen Ausgaben im Impressum, versteckt hinter der Formulierung „Mit besonderem Dank an …“, genannt.

## Die tatsächlichen Autoren
Nur im ersten Zyklus war der als Autor von Doctor Who bekannte Stephen Cole (Bände 1, 5, 6) beschäftigt. Viele der weiteren Bände stammen von einer der Autorinnen der Reihe Warrior Cats, Cherith Baldry (2, 4, 7, 10, 13, 15, 19, 24, 29, 33, 36, 42, 46, 51), Michael Ford (3, 14, 23, 25, 28, 31, 35, 37, 43, 49, 55, 61, 64, 67, 73, 75) und Allan Frewin Jones (9, 12, 16, 17, 40, 44, 47, 50, 52, 56, 58, 63, 65, 70, 72, 78). Auffallend viele Bände wurden von Frauen verfasst.

## Die Bücher
In den Büchern geht es um den elfjährigen Tom, der diverse Abenteuer in der fiktiven Welt Avantia erlebt. In Zyklen von jeweils vier bis sechs Büchern wird dabei eine abgeschlossene Handlung geschildert. Dazu muss er zuerst den bösen Zauberer Malvel besiegen, der später durch den 2. bösen Zauberer Malval ersetzt wird.

### In deutscher Sprache erhältliche Titel
Die deutschen Übersetzungen werden vom Loewe-Verlag publiziert.

#### 1. Zyklus (englischer Titel:Beast Quest)
Der böse Zauberer Malvel hat die sechs Biester von Avantia verzaubert, die nun das Land angreifen. Tom muss beweisen, dass er im Kampf gegen den Drachen Ferno, die Seeschlange Sepron, den Bergriesen Arcta, den Zentauren Tagus, das Schneemonster Nanook und den Phönix Eposs den Ruf als Held verdient.
1. Ferno, Herr des Feuers
2. Sepron, König der Meere
3. Arcta, Bezwinger der Berge
4. Tagus, Prinz der Steppe
5. Nanook, Herrscherin der Eiswüste
6. Eposs, Gebieterin der Lüfte

#### 2. Zyklus (englischer Titel:The Golden Armourdeutscher Titel: „Die Goldene Rüstung“)
Malvel hat diesmal die goldene Rüstung von Avantia gestohlen. Es ist an Tom, sie zu finden. Doch ihre Einzelteile werden von neuen Biestern bewacht: Zefa, dem Tintenfisch; dem Riesenaffen Clark; der Steinbeschwörerin Soltra, dem Schlangenmenschen Vipero, der Riesenspinne Arachnid und #Trillion, dem dreiköpfigen Löwen.
7. Zefa, Gigant des Ozeans
8. Clark, Riese des Dschungels
9. Soltra, Beschwörerin der Steine
10. Vipero, Fürst der Schlangen
11. Arachnid, Meister der Spinnen
12. Trillion, Tyrann der Wildnis

#### 3. Zyklus (englischer Titel:The Dark Realm, deutscher Titel: ,,Das dunkle Reich")
Die guten Monster von Avantia wurden von fremden Monstern aus dem Land Gorgonia entführt. Der Strippenzieher des Ganzen ist wieder Malvel, der in diesem Land lebt. Tom muss die Monster nun retten. Tagus, der Zentaur, wird von dem Minotaurus Torgor bewacht. Um den Phönix Eposs zu retten, muss er gegen den Pegasus Skoro bestehen. Die Seeschlange Sepron befindet sich in der Gewalt des sechsköpfigen Seeungeheuers Narga. Nanook, das Schneemonster, wird von dem Höllenhund Kaymon gefangen gehalten. Das Mammut Tusko wurde als Wächter für den Drachen Ferno eingesetzt und der Bergriese Arcta wurde von dem Skorpionmann Sting entführt, der nebenbei auch noch die Festung von Malvel bewacht.
13. Torgor, Ungeheuer der Sümpfe
14. Skoro, Dämon der Wolken
15. Narga, Monster der Meere
16. Kaymon, Höllenhund des Grauens
17. Tusko, Herrscher der Wälder
18. Sting, Wächter der Festung

#### 4. Zyklus (englischer Titel:The Amulet Of Avantia)
Toms Vater kehrt als Geist zurück. Tom selbst ist schockiert und muss nun, um seinen Vater zu erlösen, die Splitter eines Amuletts finden. Diese sind in Avantia verstreut und werden von neuen Monstern bewacht. Diese sind Necro, die Botin des Todes; das Geisterpferd Ecor; der Höllentroll Tarax; Vargos, der Mondwolf; der Eisdrache Drako und den Panther Pantrax.
19. Necro, Tentakel des Grauens
20. Ecor, Hufe der Zerstörung
21. Tarax, Klauen der Finsternis
22. Vargos, Biss der Verdammnis
23. Drako, Atem des Zorns
24. Pantrax, Pranken der Hölle

#### 5. Zyklus (englischer Titel:The Shade Of Death)
Tom muss Gwildor, das Zwillingsland von Avantia, retten, da ansonsten beide Welten bedroht wären. Die guten Monster des Landes sind mit einem Fluch belegt worden und er muss sie nun retten. Diesmal hat er es mit der Riesenkrabbe Rapu, dem Riesenvogel Voltor, dem Steinmonster Rokk, dem Eisriesen Kryos, dem Teufelswurm Paragor und Toxodera, der Raubschrecke, zu tun.
25. Rapu, der Giftkämpfer
26. Voltor, der Himmelsrächer
27. Rokk, die Felsenfaust
28. Kryos, der Eiskrieger
29. Paragor, der Teufelswurm
30. Toxodera, die Raubschrecke

#### 6. Zyklus (englischer Titel:The World Of Chaos)
Um seine Mutter von Velmals bösem Fluch zu befreien, reist Tom nach Kayonia. Er muss sechs Zutaten für einen Heiltrank finden, um Freya zu heilen. Doch diese werden von gefährlichen Biestern bewacht. Diese sind Komodo, der Eidechsenkönig; Zestor, das Rattenmonster; Pharox, die Riesenfledermaus; Modrik, das Schlammungeheuer; Arbos, das Baummonster und Vespix, die Wespenkönigin.
31. Komodo, Echse des Schreckens
32. Zestor, Krallen des Verderbens
33. Pharox, Alptraum der Dunkelheit
34. Modrik, Grauen der Moore
35. Arbos, Fluch des Waldes
36. Vespix, Stacheln der Angst

#### 7. Zyklus (englischer Titel:The Lost World)
Auf dem Weg von Kayonia nach Avantia kommen Tom & Co. in Tavania vorbei. Dort hat der böse Magier Malvel die Herrschaft übernommen, Zauberer Oradu's Zauberkräfte gestohlen und sechs Biester nach Tavania gebracht. Es sind: Convol, das Krokodil; Hellion, das Feuermonster; Raptox, der Basilisk; Madara, die Riesenkatze; Nergato, der Nebelteufel und Rachak, die geflügelte Hyäne.
37. Convol, der Wüstendämon
38. Hellion, die Feuerbestie
39. Raptox, der Teufelsbasilisk
40. Madara, die Höllenkatze
41. Nergato, der Nebelteufel
42. Rachak, die Frostklaue

#### 8. Zyklus (englischer Titel:The Pirate King)
Um Toms Mutter und Elennas Wolf zu retten, benötigen Tom und Elenna den Baum des Seins. Diesen versuchen sie in Avantia zu finden. Dabei müssen sie gegen den Piratenkönig Sanpao kämpfen, der mit seinem fliegenden Piratenschiff ebenfalls auf der Suche nach dem Baum ist und den Helden zahlreiche Biester in den Weg stellt. Es sind: Serpentix, die Wasserschlange, Striatos, der Mantikor, Tritonas, der Wurmann, Jazurka, der Wetterdrache; Kronus, der Riesengeier und Aperox der gewaltige Eber.
43. Serpentix, Reiszahn des Meeres
44. Striatos, Plage der Prärie
45. Tritonas, Nebel des Horrors
46. Jazurka, Scheusal des Gebirges
47. Kronus, Bedrohung der Lüfte
48. Aperox, Panzer der Zerstörung

#### 9. Zyklus (englischer Titel:The Warlock's Staff)
Der böse Zauberer Malvel ist dem Gefängnis entkommen. Er stiehlt den Stab des Hexenmeisters und verwandelt zusammen mit der Hexe Petra zahme Lebewesen in grausige Biester. Tom und Elenna wollen den bösen Zauber brechen.
49. Ursus, Pranken des Schreckens
50. Minos, Hörner der Vernichtung
51. Karaka, Schwingen der Verdammnis
52. Silver, Fangzähne der Hölle
53. Ketos, Monster der Tiefe
54. Torpix, Biss des Verderbens

#### 10. Zyklus (englischer Titel:Master of the Beasts)
55. Noctila, die Nachtkriegerin
56. Shamani, der Flammenkämpfer
57. Lustor, der Schlund des Verderbens
58. Voltrex, das zweiköpfige Meeresmonster
59. Tecton, der gepanzerte Gigant
60. Calva, das Knochenbiest

#### 11. Zyklus (The New Age)
61. Elko, Tentakel des Untergangs
62. Tarrok, Sandsturm der Verwüstung 
63. Brutus, Angriff des Grauens 
64. Flamora, Glut der Zerstörung 
65. Serpio, Eis des Schreckens
66. Tauron, Hufe der Zerstörung

#### 12. Zyklus (The Darkest Hour)
67. Solak, Riesenhai aus der Tiefe
68. Keltin, Werwolf der Finsternis

### Nicht in deutscher Sprache erhältliche Titel

#### 12. Zyklus (The Darkest Hour)
69. Issrilla the Creeping Menace
70. Vigrash the Clawed Eagle
71. Mirka the Ice Horse
72. Kama the Faceless Beast

#### 13. Zyklus (The Warrior's Road)
73. Skurik the Forest Demon
74. Targro the Arctic Menace
75. Slivka the Cold-Hearted Curse
76. Linka the Sky Conqueror
77. Vermok the Spiteful Scavenger
78. Koba, Ghoul of the Shadows

#### 14. Zyklus (The Cursed Dragon)
79. Raffkor the Stampeding Brute
80. Vislak the Slithering Serpent
81. Tikron the Jungle Master
82. Falra the Snow Phoenix

#### 15. Zyklus (Velmal's Revenge)
83. Wardok the Sky Terror
84. Xerik the Bone Cruncher
85. Plexor the Raging Reptile
86. Quagos the Armoured Beetle

#### 16. Zyklus (The Siege of Gwildor)
87. Styro the Snapping Brute
88. Ronak the Toxic Terror
89. Solix the Deadly Swarm
90. Kanis the Shadow Hound

#### 17. Zyklus (The Broken Star)
91. Gryph the Feathered Fiend
92. Thoron the Living Storm
93. Okko the Sand Monster
94. Saurex the Silent Creeper

#### 18. Zyklus (The Trial of Heroes)
95. Krytor the Blood Bat
96. Soara the Stinging Spectre
97. Drogan the Jungle Menace
98. Karixa the Diamond Warrior

#### 19. Zyklus (The Kingdom of Dragons)
99. Quarg the Stone Dragon
100. Korvax the Sea Dragon
101. Vetrix the Poison Dragon
102. Strytor the Skeleton Dragon

#### 20. Zyklus (The Isle of Ghosts)
103. Zulok the Winged Spirit
104. Skalix the Snapping Horror
105. Okira the Crusher
106. Rykar the Fire Hound

#### 21. Zyklus (The Sorcerer's Revenge)
107. Grymon The Biting Horror
108. Skrar The Night Scavenger
109. Tarantix The Bone Spider
110. Lypida The Shadow Fiend

#### 22. Zyklus (The Lost Beasts of Makai)
111. Menox the Sabre-Toothed Terror
112. Larnak the Swarming Menace
113. Jurog Hammer of the Jungle
114. Nersepha the Cursed Siren

#### 23. Zyklus (The Shattered Kingdom)
115. Querzol the Swamp Monster
116. Krotax the Tusked Destroyer
117. Torka the Sky Snatcher
118. Xerkan the Shape Stealer

#### 24. Zyklus (Blood of the Beast)
119. Electro the Storm Bird
120. Fluger the Sightless Slitherer
121. Morax the Wrecking Menace
122. Krokol the Father of Fear

#### 25. Zyklus (The Prison Kingdom)
123. Akorta the All-Seeing Ape
124. Lycaxa Hunter of the Peaks
125. Glaki Spear of the Depths
126. Diprox the Buzzing Terror

#### 26. Zyklus (The Four Masters)
127. Teknos the Ocean Crawler
128. Mallix the Silent Stalker
129. Silexa the Stone Cat
130. Kyron, Lord of Fire

#### 27. Zyklus (The Ghost of Karadin)
131. Gorog the Fiery Fiend
132. Devora the Death Fish
133. Raptex the Sky Hunter
134. Gargantua the Silent Assassin

#### 28. Zyklus (The Netherworld)
135. Ossiron the Fleshless Killer
136. Styx the Lurking Terror
137. Kaptiva the Shrieking Siren
138. Velakro the Lightning Bird

#### 29. Zyklus (The New Protectors)
139. Kalderon the Iron Bear
140. Garox the Coral Giant
141. Draka the Winged Serpent
142. Lukor the Mountain Demon

#### 30. Zyklus (The Shape-Shifters)
143. Hyrix the Rock Smasher
144. Makoro the Blinding Stinger
145. Leptika the Nocturnal Nightmare
146. Selkara Monster of the Depths

#### 31. Zyklus (Guardians of Tangala)
147. Lupix the Ice Wolf
148. Pirano the Water Dragon
149. Heraxor the Fire Hawk
150. Petrok the Stone Warrior

#### 32. Zyklus (The Lost Heroes)
151. Dolrus the Spiked Destroyer
152. Zynara the Striped Prowler
153. Makroxa the Tunnelling Terror
154. Kyropta the Skeleton Eagle

### Beast Quest Legend (deutsch)
Die Bücher der Reihe Beast Quest Legend unterscheiden sich von der Original-Reihe dadurch, dass der Text gekürzt wurde und Illustrationen von Helge Vogt (u. a. Percy Jackson) und Tobias Goldschalt hinzugefügt wurden.
1. Ferno, Herr des Feuers (2019)
2. Sepron, König der Meere (2019)
3. Arcta, Bezwinger der Berge (2019)
4. Tagus, Prinz der Steppe (2019)
5. Nanook, Herrscherin der Eiswüste (2020)
6. Eposs, Gebieterin der Lüfte (2020)
7. Zefa, Gigant des Ozeans (2020)
8. Clark, Riese des Dschungel (2020)
9. Soltra, Beschwörerin der Steine (2021)
10. Vipero, Fürst der Schlangen (2021)
11. Arachnid, Meister der Spinnen (2022)

### Bücher außerhalb der Zyklen

#### Special
1. Vedra & Krimon, Twin Beasts of Avantia (2008)
2. Spiros The Ghost Phoenix (2008)
3. Arax The Soul Stealer (2009)
4. Kragos & Kildor, The Two-Headed Demon (2009)
5. Creta The Winged Terror (2010)
6. Mortaxe the Skeleton Warrior (2010)
7. Ravira Ruler of the Underworld (2011)
8. Raksha the Mirror Demon (2011)
9. Grashkor the Beast Guard (2012)
10. Ferrok the Iron Soldier (2012)
11. Viktor the Deadly Archer (2013)
12. Anoret the First Beast (2013)
13. Okawa the River Beast (2014)
14. Skolo the Bladed Monster (2014)
15. Jakara the Ghost Warrior (2015)
16. Yakorix the Ice Bear (2015)
17. Tempra the Time Stealer (2016)
18. Falkor the Coiled Terror (2016)
19. Kyrax the Metal Warrior (2017)
20. Magror, Ogre of the Swamps (2017)
21. Verak the Storm King (2018)
22. Ospira the Savage Sorceress (2018)
23. Scalamanx the Fiery Fury (2019)
24. Petorix the Winged Slicer (2020)
25. Arkano the Stone Crawler (2020)
26. Bixara the Horned Dragon (2021)

#### Kannst du das Schicksal bezwingen
1. Zauberkessel der Macht (2015)
2. Dolch der Verdammnis (2015)
3. Juwel des Piratenkönigs (2017)

#### Battle of the Beasts
1. Ferno vs. Epos
2. Amictus vs Tagus
3. Sepron vs Narga

#### Beast Quest New Blood
1. New Blood
2. The Dark Wizard
3. The Lost Tomb
4. The Ultimate Battle

#### The Chronicles of Avantia
1. First Hero
2. Chasing Evil
3. Call to War
4. Fire and Fury

## Computerspiele
2015 und 2020 erschienen Handyspiele (Android und iOS; Animoca Brands) von Beast Quest. 2018 erschienen Versionen für die Xbox One und die PlayStation 4 (Maximum Games). Des Weiteren existiert ein Online-Game über die Reihe.